# العادية (القطن)

'

تعديل مصدري - تعديل

العادية هي إحدى قرى عزلة القطن بمديرية القطن التابعة لمحافظة حضرموت، بلغ تعداد سكانها 211 نسمة حسب تعداد اليمن لعام 2004.